# فلوریان میلا
فلوریان میلا (انگلیسی: Florian Milla؛ زادهٔ ۱۴ فوریهٔ ۱۹۹۴) بازیکن فوتبال است.
از باشگاه‌هایی که در آن بازی کرده‌است می‌توان به باشگاه فوتبال ملادا بولسلاف اشاره کرد.